# カーン・ボンフィルス
カーン・ボンフィルス（Khan BonfilsないしKan Bonfils、1972年 - 2015年1月5日）は、イギリスの俳優。
ロンドンのウェバー・ダグラス・アカデミー・オブ・パフォーミング・アーツ（英: Webber Douglas Academy of Performing Arts）で学んだ後、俳優・モデルとして活動した。舞台のリハーサル中に心筋梗塞を起こし、2015年1月に亡くなった。

## 出演作品
- 007 スカイフォール
- ボディ・アーマー
- バットマン ビギンズ
- トゥームレイダー2
- スター・ウォーズ エピソード2/クローンの攻撃
- スター・ウォーズ エピソード1/ファントム・メナス（セイシー・ティン）
- トゥモロー・ネバー・ダイ（サトシ・イサグラ）